# Dolina Tunkińska

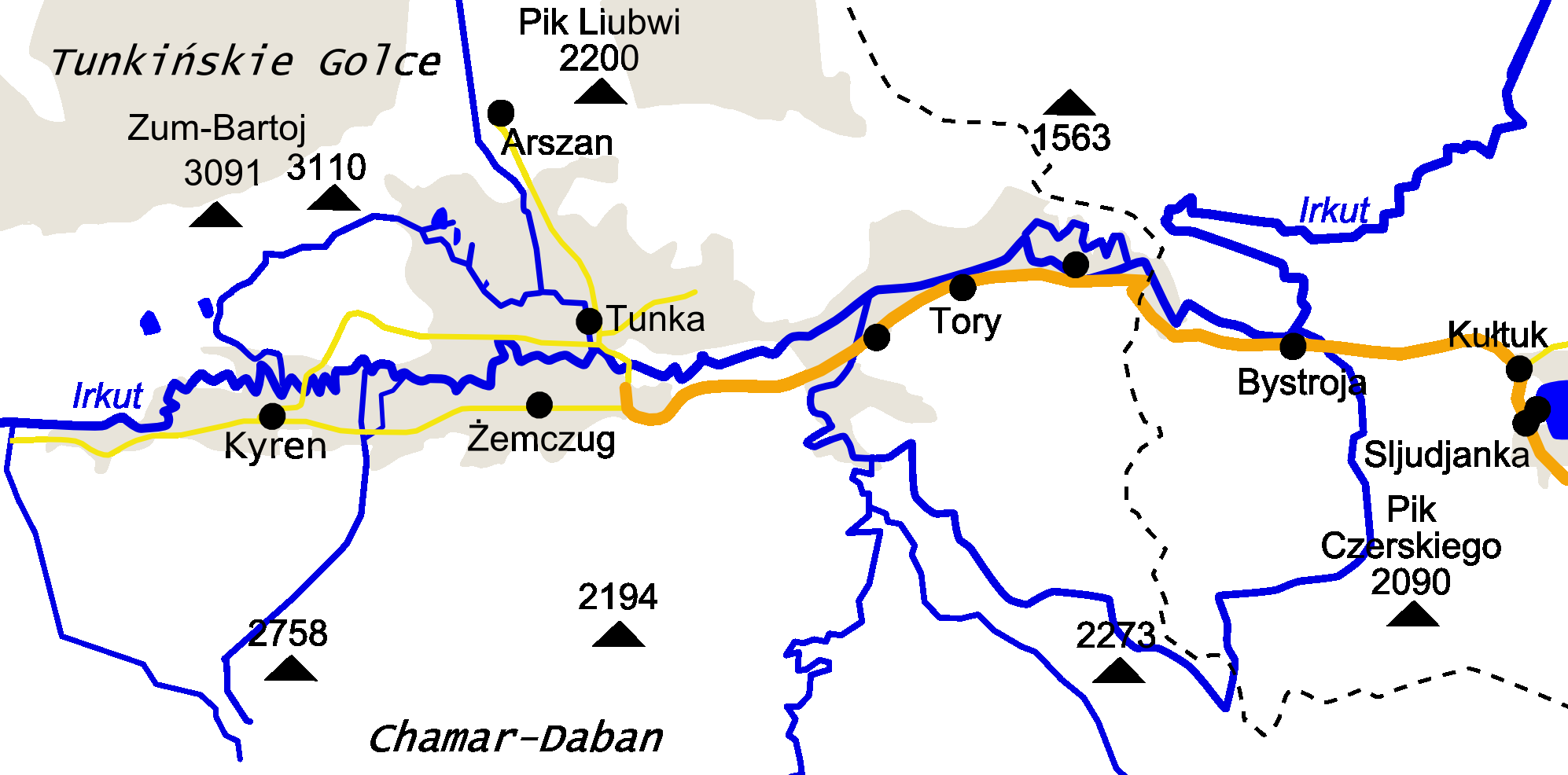
Dolina Tunkińska

Dolina Tunkińska (ros. Тункинская долина) - znajduje się w południowo-zachodniej części Buriacji w Rosji i rozciąga się na obszarze 190 km.
Dolina Tunkińska zaczyna się 40 km na zachód od południowego krańca Bajkału. Od południa sąsiaduje z pasmem Chamar-Daban (od strony doliny łagodne, zalesione stoki), a od północy z grzbietem Tunkińskich Golców (od strony doliny skaliste, strome skały), gdzie najwyższy szczyt osiąga wysokość 3300 m n.p.m.
Przez dolinę płynie rzeka Irkut. W górnym biegu ma ona postać wartkiego strumienia, a następnie meandruje i płynie spokojnym nurtem. Jej głębokość na tym obszarze sięga do 1 m, a szerokość do 250 m. W dolinie znajduje się kilkaset gorących źródeł.
W okolicy miejscowości Szułuty znajduje się posterunek GAI i strażnica Tunkińskiego Parku Narodowego.

## Miejscowości regionu
Wśród miejscowości położonych w Dolinie Tunkińskiej można wymienić m.in.:
- Arszan;
- Kyren;
- Tunka;
- Żemczug – miejscowość położona w stepowej części doliny, nad brzegiem Irkutu, ok. 20 km od Kyrenu. Znajduje się w niej budynek przypominający dacan, ale zbudowany w kształcie buriackiej jurty, w którym mieści się muzeum. Występują tu także metanowe i węglanowe gorące źródła;
- Niłowa Pustelnia – miejscowość położona w wąwozie rzeki Iche-Uchguń. W osadzie znajdują się gorące źródła, które w 1845 r. zwiedził arcybiskup Irkucka, a następstwem wizyty była decyzja o założeniu tutaj pustelni dla mnichów.

## Obiekty przyrodnicze
Wśród obiektów przyrodniczych występujących w Dolinie Tunkińskiej można wymienić m.in.:
- Wygasłe wulkany - zlokalizowane są one pomiędzy Arszanem a Tunką. Wiążą się one z czwartorzędowymi ruchami górotwórczymi. Wśród nich można wymienić m.in. Wulkan Czerskiego (Chara-bołdok), który zachował zarysowujący się krater. Wulkany zostały uznane za pomniki przyrody (mimo to użyto wulkanicznego tufu do budowy m.in. szosy);
- Biały Jar - miejsce położone w okolicy wsi Zaktuj, charakteryzujące się występowaniem skamielin fauny i flory;
- Jeziora Kojmorskie - płytkie jeziora zlokalizowane na południe od Arszanu, charakteryzujące się bogactwem występowania ryb i ptactwa.
- Chongor-Ułła - źródła mineralne w dolinie rzeki Charagun znajdujące się na stokach Chamar-Dabanu;
- Szumak - ok. 100 węglanoworadonowych źródeł, które wypływają na wysokości ok. 1558 m n.p.m. Na kamieniach w okolicy źródeł znajdują się napisy w języku tybetańskim i staromongolskim, które wyjaśniają ich właściwości lecznicze.